# Societat Química Europea
Societat Química Europea, en angès European Chemical Society (EuChemS) és un organisme científic sorgit el 1970 com a fusió de diverses societats químiques de països europeus.

## Història
EuChemS és activa des de 1970, inicialment sota el nom de FECS (Federation of European Chemical Sciences, en català Federació de Ciències Químiques Europees). La FECS es constituí el 3 de juliol de 1970 a Praga a partir de 17 societats membres d'Europa oriental i occidental. Fou coneguda amb aquest nom entre els anys 1979 i 2004. El 14 d'octubre de 2004, a la seva Assemblea General a Bucarest, la FECS va decidir adoptar la denominació EuCheMS, (European Association for Chemical and Molecular Sciences, en català Associació Europea de Ciències Químiques i Moleculars). Aquesta és la denominació que adoptà entre els anys 2004 i 2018. La seva seu s'establí a Bèlgica, i prepararà una nova constitució, que es va publicar a la Belgian Gazette el dia 28 Abril de 2006. Durant l'estiu de 2018, es va adoptar un nou nom, sigles i logotip, mitjançant el qual se la coneix actualment: EuChemS (European Chemical Society). Va néixer amb el propòsit de promoure la química europea dins i fora de l'àmbit europeu, facilitant la comunicació entre els químics europeus, i aprofitar les possibilitats que proporciona internet per a fer circular la informació relacionada amb la química. La revista oficial de l'organisme és d'abast continental, European Chemistry Chonicles, i ha permès substituir una sèrie de revistes d'àmbit estatal per una única publicació.

## Funció i objectius
L'European Chemical Society s'encarrega de coordinar la feina de gairebé totes les societats químiques europees. El seu objectiu és proporcionar una veu independent i autoritzada sobre tots els aspectes relacionats amb la química en el context europeu i més enllà i situar la química en el centre de la política a Europa. Atès que la química afecta a tot el que fem, és essencial considerar els aspectes químics en l'elaboració i el debat de tota la nova legislació. A més, s'encarrega del desenvolupament dels seus membres a través de diverses activitats, tallers i premis. Particularment, EuChemS ha fomenta el creixement dels seus membres joves a través de la "European Young Chemists′ Network". Científicament, EuChemS cobreix la majoria de les àrees de la química a través de divisions i grups de treball.

## Composició
EuChemS representa a més de 160.000 químics de més de 40 societats membres i d'altres organitzacions relacionades amb la química, que s'organitzen a través d'una xarxa única d'investigadors que participen en tots els camps de la química. Hi ha un nombre creixent de membres de suport acuradament seleccionats, que són societats, federacions, centres d'excel·lència, xarxes de recerca o instituts que cobreixen àrees de química, però que no tenen els seus propis membres. EuChemS col·labora amb aquests membres de suport en activitats que són mútuament beneficioses, com ara tallers parlamentaris, conferències, reunions obertes i propostes de la Unió Europea (UE). Els presidents dels membres i de les societats de suport formen l'Assemblea General, que es reuneix anualment i decideix sobre diversos temes definits per la constitució.
Mitjançant aquesta xarxa, EuChemS organitza diverses conferències acadèmiques especialitzades, així com el Congrés de Química EuChemS bianual, el congrés europeu de ciències químiques. EuChemS també promou el paper i la imatge de les ciències químiques entre el públic en general i els responsables polítics a través de mitjans de comunicació social, butlletins i mitjançant l'organització de conferències i tallers oberts a la societat.